# Forsyth (Missouri)
Forsyth è un comune degli Stati Uniti d'America, situato nello Stato del Missouri, nella contea di Taney, della quale è il capoluogo.